# Sten Rydh
Sten Rydh, född 1945, är matematikpedagog och kyrkoherde, boende i Bengtsfors.
Rydh arbetade som musikpedagog när han drabbades av ljudkänslighet och bytte karriär från musik till att arbeta med matematik genom att starta upp och under åtta år driva den kommunala matematikskolan Logos. Därefter startade han och frun Elisabeth Rydh privat stödverksamheten Mattesmedjan. Han har försökt väcka lusten till matematik hos dem som inte tror att de kan matematik genom att skriva böcker och nyhetsbrev, hålla föreläsningar och med en version av Suzukimetoden anpassad för matematik. Han har föreläst på skolor och på Matematikbiennalen i Malmö 2004, där han föreläste om kvinnliga matematiker. Han deltog som matematiker i UR's serie Ramp (TV-program) om matematik.
Sten Rydh har skrivit böcker om problemlösning och har tillsammans med professor Kimmo Eriksson skrivit Nöjesmatematik, och på egen hand Stens problem: tankeskärpande klurigheter.
Han var huvudförfattare för läromedlet Bok-och-webb matematik A. Den flygande matten 2003 som gavs ut på förlaget Bok & webb.
Rydh är teol. kand. och verksam som kyrkoherde inom Evangelisk-lutherska kyrkan i Sverige.